# Florigène
 (novembre 2023).
La mise en forme du texte ne suit pas les recommandations de Wikipédia : il faut le « wikifier ».
Les points d'amélioration suivants sont les cas les plus fréquents :
- Les titres sont pré-formatés par le logiciel. Ils ne sont ni en capitales, ni en gras.
- Le texte ne doit pas être écrit en capitales (les noms de famille non plus), ni en gras, ni en italique, ni en « petit »…
- Le gras n'est utilisé que pour surligner le titre de l'article dans l'introduction, une seule fois.
- L'italique est rarement utilisé : mots en langue étrangère, titres d'œuvres, noms de bateaux, etc.
- Les citations ne sont pas en italique mais en corps de texte normal. Elles sont entourées par des guillemets français : « et ».
- Les listes à puces sont à éviter, des paragraphes rédigés étant largement préférés. Les tableaux sont à réserver à la présentation de données structurées (résultats, etc.).
- Les appels de note de bas de page (petits chiffres en exposant, introduits par l'outil «  Source ») sont à placer entre la fin de phrase et le point final[comme ça].
- Les liens internes (vers d'autres articles de Wikipédia) sont à choisir avec parcimonie. Créez des liens vers des articles approfondissant le sujet. Les termes génériques sans rapport avec le sujet sont à éviter, ainsi que les répétitions de liens vers un même terme.
- Les liens externes sont à placer uniquement dans une section « Liens externes », à la fin de l'article. Ces liens sont à choisir avec parcimonie suivant les règles définies. Si un lien sert de source à l'article, son insertion dans le texte est à faire par les notes de bas de page.
- La présentation des références doit suivre les conventions bibliographiques. Il est recommandé d'utiliser les modèles {{Ouvrage}}, {{Chapitre}}, {{Article}}, {{Lien web}} et/ou {{Bibliographie}}. Le mode d'édition visuel peut mettre en forme automatiquement les références.
- Insérer une infobox (cadre d'informations à droite) n'est pas obligatoire pour parachever la mise en page.

Pour une aide détaillée, merci de consulter Aide:Wikification.
Si vous pensez que ces points ont été résolus, vous pouvez retirer ce bandeau et améliorer la mise en forme d'un autre article.
 (novembre 2023).

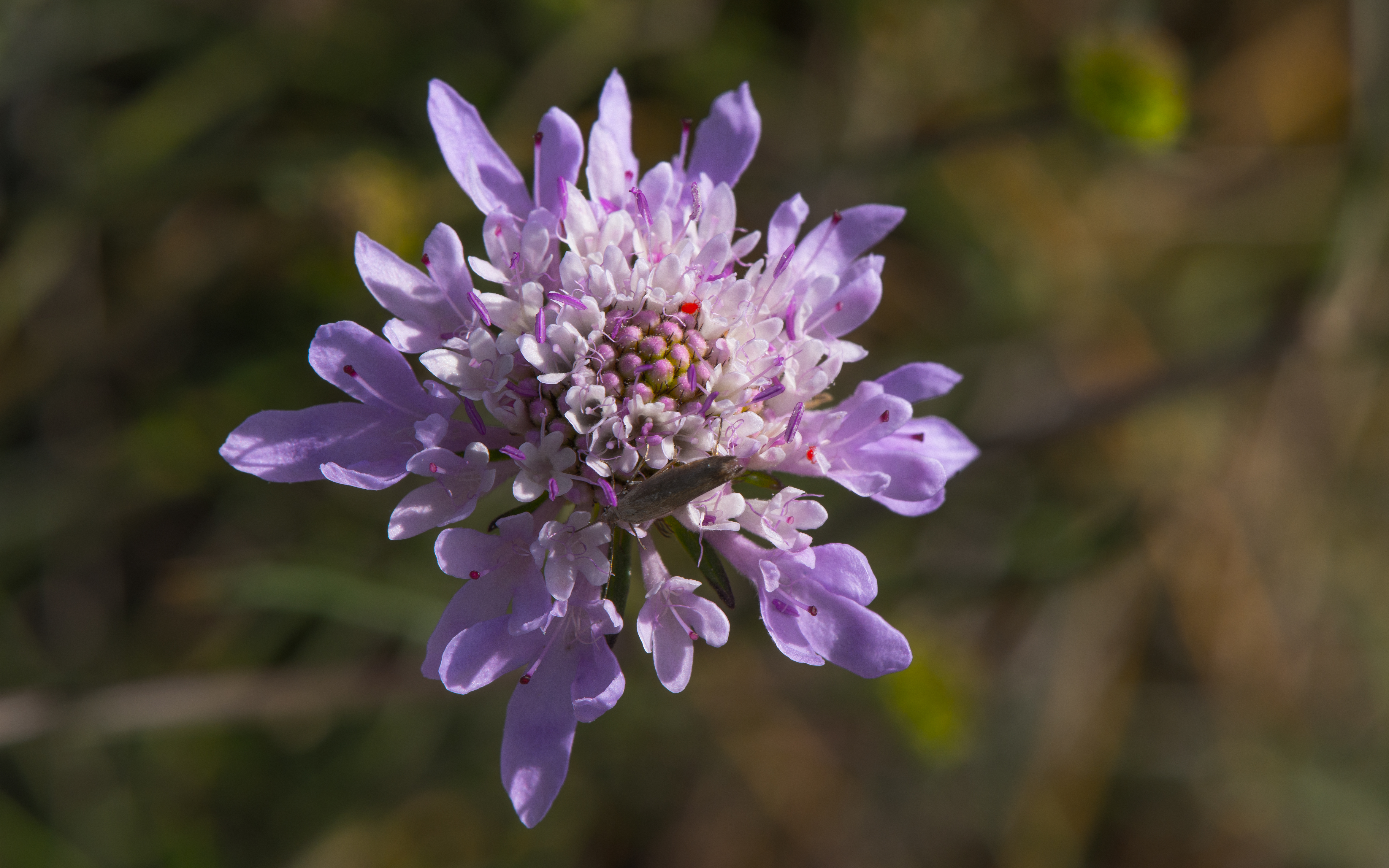
Le florigène est une hormone impliquée dans la floraison.

Florigène est en botanique une substance hypothétique ou à un signal qui induit la floraison dans les plantes L'idée derrière le concept de florigène est celle d'une substance transportée à travers la plante du site de production (souvent les feuilles) vers les méristèmes apicaux, où se forment les fleurs. Le florigène régule le moment précis auquel une plante passe de la phase végétative à la phase de reproduction en induisant la formation de structures florales, comme les boutons floraux. Ce moment précis est conditionné par divers facteurs environnementaux tels que la photopériode (la durée du jour et de la nuit), la température et d'autres signaux internes de la plante.

## Découverte
Les premières observations concernant le florigène remontent au XIXe siècle. Julius von Sachs, scientifique allemand, proposa l’existence de stimuli hormonaux chez les plantes . En 1920, d’autres chercheurs, Garner et Allard, ont étudié la réponse photopériodique des plantes face aux différences de longueur des journées, distinguant ainsi les plantes de jours longs et de jours courts selon la présence de lumière. À la suite de ces expériences, un scientifique russe Chailakhyan, a poursuivi ces recherches en 1936. Il a modifié la longueur des journées ce qui lui a permis d’accélérer ou de décélérer la transition de la plante vers la floraison. Également, il a analysé plusieurs types de plantes en comparant leur réponse ontogénétique, c’est-à-dire le processus de développement d’un organisme jusqu’à la maturité. Ces résultats ont permis d’établir les structures de la plante nécessaire lors de la floraison. Par ailleurs, il a constaté que le même processus de floraison se produisait peu importe le modèle de plantes. Ainsi, il a établi la présence de florigène agissant comme une hormone, déclenchant ou non l’activité d’éclosion. Ces analyses ont ensuite développé un intérêt généralisé dans la communauté scientifique.

## Le florigène, une hormone?
Dans la littérature, la protéine florigène est souvent référée en tant qu'hormone de floraison. Par définition, une hormone est une substance sécrétée dans le fluide tissulaire de l’organisme, tel que le sang chez les animaux et le phloème chez les plantes, afin de stimuler une action spécifique d’une ou de plusieurs cellules.  Dans le cas des plantes, le florigène est une protéine produite par des cellules spécialisées situées dans les feuilles déjà établies via la transcription du gène FLOWERING LOCUS T (FT). Ce processus transcriptionnel se fait lorsque la plante est exposée à une photopériode LD (ou de journée longue).  La transcription est activée par CONSTANS (CO), un facteur de régulation transcriptionnelle.  La protéine est ensuite médiée par ces cellules spécialisées du parenchyme (dites ‘companion cells’), avant d’être relâchée dans le phloème.  À l’aide du phloème, la protéine florigène se dirige vers les extrémités apicales de la plante, tels que les bourgeons, afin de promouvoir leur croissance et leur floraison,.

## Le florigène, au cœur d'interactions plus complexes
Des études plus récentes ont montré que le florigène résulte  de l’interaction de plus d’un facteur, et les composantes de la molécule peuvent différées selon les espèces. En effet, le florigène chez Arabidopsis, plante de journées longues, est composé entre autres de la protéine FLOWERING LOCUS T (FT) en interaction avec le facteur de transcription FLOWERING LOCUS D (FD), alors que la protéine Heading date 3a (Hd3a) correspond à l’homologue de FT chez le riz, une plante faisant la floraison lors des jours courts.
L’activation du facteur de transcription florigène (FT) permet d’activer à leur tour des facteurs de transcription nécessaires à la floraison par l’entremise de l’interaction entre FT et le promoteur des gènes leafy (lfy) et apetala1 (ap1). En effet, les facteurs de transcription LFY et AP1 ont pour rôle de changer la nature des tissus à côté du méristème apical, qui forme la tige. Lorsque LFY et AP1 sont activés par FT, ils induisent le changement du méristème apical en méristème floral, nécessaire à la floraison.
En plus des interactions de base entre la florigène et les facteurs de transcription LFY et AP1 nécessaires à la floraison, le florigène interagit avec diverses autres molécules. Par exemple, la protéine kinase calcium-dépendante CPK33 est responsable de la phosphorylation de la composante FD de le florigène, et cette phosphorylation est primordiale pour une floraison normale.

## Rôles et fonctions de la protéine florigène FT
La protéine florigène FLOWERING LOCUS T (FT) est une "hormone" qui influence la floraison mais également la croissance des plantes en ayant plusieurs effets sur celles-ci via divers processus.  Chez les tomates, en instaurant un équilibre entre SFT (un homologue de FT) et SP (un inhibiteur de FT), le florigène permet la régulation des cycles de croissance et de cessation des vivaces, l'accélération du processus de maturation des feuilles ainsi que leur complexité, et la croissance des tiges.  Afin d’aider la maturation de la feuille, la protéine florigène incite la maturation vasculaire des tiges en accélérant le processus de formation de leurs parois secondaires, ce qui permet la reproduction cellulaire dans la région apicale méristématique de la plante.  Ceci est atteint en activant les gènes responsables de cette maturation, soit MADS et MIF.  En plus d’avoir un rôle centrale par rapport à la floraison des angiospermes, la protéine florigène est aussi responsable, en partie, de la régulation des processus tels que la fructification, le stade végétatif, le contrôle de l’ouverture et fermeture des stomates, ainsi que la tubérisation.  En ce qui à trait aux stomates par exemple, leur ouverture est initiée lorsqu’il y a une sur-expression de florigène dans les cellules gardes (qui forment le stomate) causée par une augmentation de l’activité des pompes H+ / ATPase dans celles-ci.

## L'importance de la photopériode
Chez les plantes, la floraison se produit selon un contrôle photopériodique, c’est-à-dire que c’est la longueur de la journée qui détermine si la plante fera des fleurs ou non. Il existe ainsi des plantes dites de jours courts, qui ne font des fleurs que si la durée de la phase lumineuse est inférieure à un seuil (photopériode critique), ainsi que des plantes de jours longs, pour qui la floraison a lieu lorsque la phase lumineuse dépasse la photopériode critique. De manière générale, les plantes de jours courts font des fleurs en hiver alors que celles de jours longs font des fleurs en été, lorsque les périodes lumineuses sont plus longues.
Il est primordial de mentionner le concept de photopériode lorsqu’il est question du florigène puisque sa production est directement influencée par la longueur de la journée. En effet, les photorécepteurs des plantes, particulièrement les phytochromes (PHY), mesurent la longueur de la nuit et vont, par exemple, activer le florigène lorsque la nuit est plus courte chez les plantes de journées longues. Cette activation du florigène par les photorécepteurs se fait via la protéine Constans (CO), un facteur de transcription stabilisé par la lumière bleue à la fin des journées longues. La longueur du jour détermine donc le niveau de stabilité du facteur de transcription CO et ainsi l’expression du gène florigène et de sa protéine.